# Eucalyptus viridis
Eucalyptus viridis es una especie de eucalipto perteneciente a la familia de las mirtáceas. Es un árbol nativo de  Australia. Se distribuye por Queensland, Nueva Gales del Sur, Victoria y South Australia. 

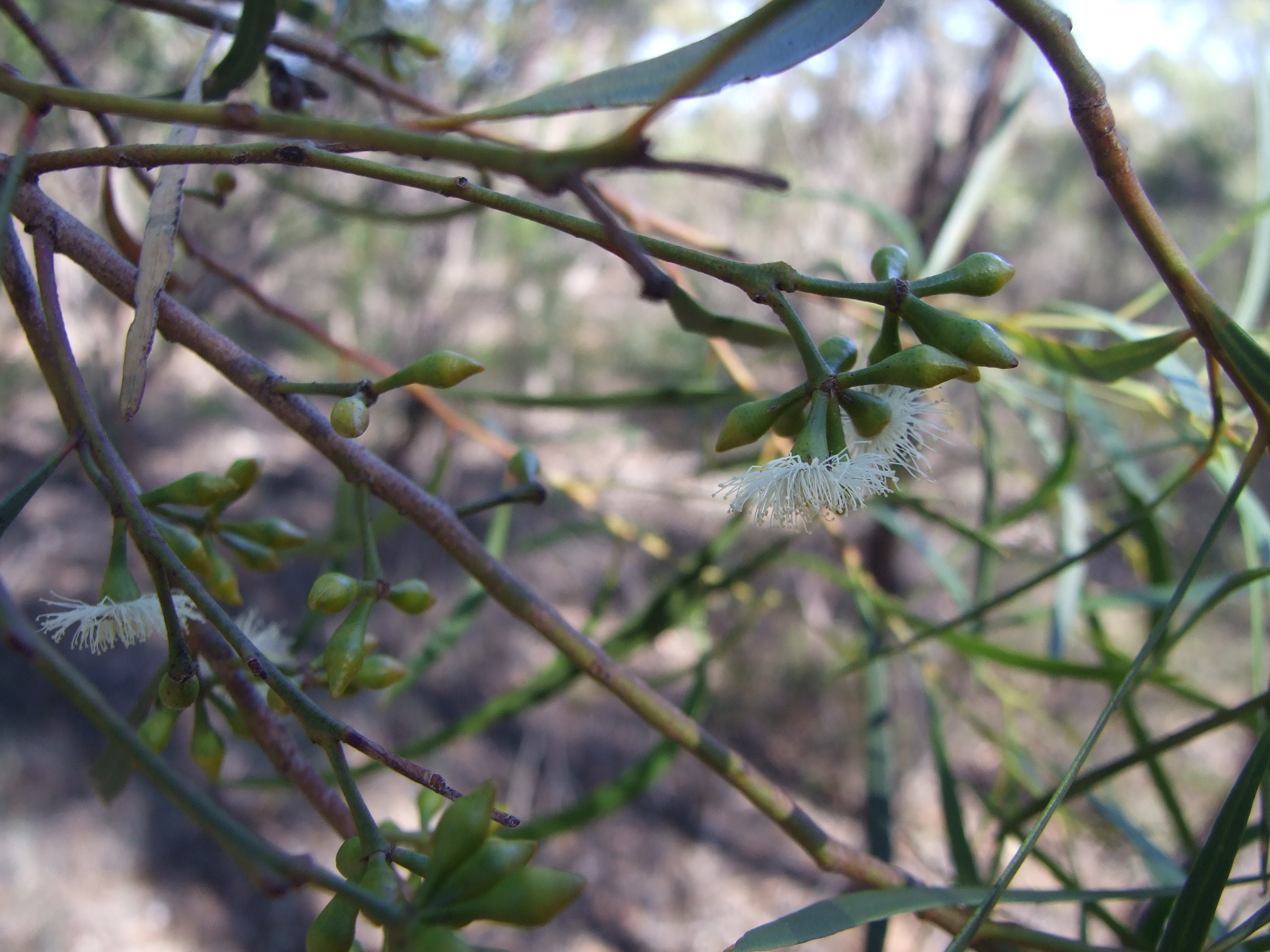
Vista de la planta

## Usos
Sus hojas se cosechan por el cineol que se encuentra en el aceite de eucalipto.

## Taxonomía
Eucalyptus viridis fue descrita por F.Muell. ex R.T.Baker  y publicado en Proceedings of the Linnean Society of New South Wales 25: 316–319, pl. xix (19). 1900.
Etimología
Eucalyptus: nombre genérico que proviene del griego antiguo: eû = "bien, justamente" y kalyptós = "cubierto, que recubre". En Eucalyptus L'Hér., los pétalos, soldados entre sí y a veces también con los sépalos, forman parte del opérculo, perfectamente ajustado al hipanto, que se desprende a la hora de la floración.
viridis: epíteto latíno que significa "de color verde".
Variedades aceptadas
- Eucalyptus viridis subsp. wimmerensis (Rule) Brooker & Slee

 Sinonimia
- Eucalyptus acacioides A.Cunn. ex Maiden
- Eucalyptus viridis var. ovata Blakely
- Eucalyptus viridis subsp. viridis[5]